# Alegorická socha Průmyslu
Alegorická socha Průmyslu stojí na Mírovém náměstí v Jablonci nad Nisou. Je chráněna jako kulturní památka České republiky.
Sochu vytvořil v roce 1870 sochař Leopold Zimmer z Krásné Lípy a do roku 1931 stála na kašně uprostřed náměstí, kam ji umístil obchodník Heinrich Fischer. Po přestavbě náměstí, kdy byla vystavěna nová radnice, kašna zanikla. Socha byla přemístěna do nynější Máchovy ulice. V roce 1945 ji poškodili doosidlující Češi. Po roce 1990 byla socha přesunuta zpět na obnovené Mírové náměstí, do jeho východní části. Socha ztvárňuje průmysl jako stojící oblečenou ženu umístěnou na odstupňovaném kvádrovém soklu.